# Códigos de caracteres de 6 bits
Un código de caracteres de seis-bits es una codificación de caracteres diseñada para su uso en ordenadores con longitudes de palabra múltiplo de 6. Seis bits solo pueden codificar 64 caracteres distintos, así que estos códigos generalmente incluyen solo las letras mayúsculas, los números, algunos caracteres de puntuación, y a veces caracteres de control. Estos códigos con un bit de paridad adicional eran una manera natural de almacenar datos en cintas magnéticas de 7 pistas.

## Tipos de códigos de seis-bits
Los primeros ordenadores trataban únicamente con datos numéricos, y no se hizo ninguna previsión para tratar con dato de tipo carácter. BCD de 6 bits fue utilizado por IBM en algunos de sus primeros ordenadores como el IBM 704 de 1954.: p.35  Esta codificación fue reemplazada por el código EBCDIC de 8 bits cuando el System/360 estandarizó los bytes de 8 bits. Hay algunas variantes de este tipo de código (ver abajo).
Los códigos de carácter de 6 bits generalmente tuvieron éxito reemplazando al anterior Código Baudot de 5 bits, y precedieron al ASCII de 7 bits. Una de las variantes más populares era la DEC SIXBIT. Era sencillamente los códigos ASCII para caracteres del 32 al 95 codificados del 0 al 63 al restar 32 (las columnas 2, 3, 4, y 5 de la tabla ASCII de 16 caracteres por columna, movidas como las columnas 0 a la 3, por restar 2 a los bits altos); incluye el espacio, caracteres de puntuación, números, y mayúsculas, pero ningún carácter de control. Al no incluir ningún carácter de control, ni siquiera el de fin-de-línea, no era utilizado para el procesamiento de texto general. Aun así era usado para formar nombres de hasta 6 caracteres, como los nombres de ficheros y los símbolos en ensamblador, que podrían ser almacenados en una sola palabra de 36 bits de un PDP-10, tres caracteres cabían en cada palabra del PDP-1 y dos caracteres cabían en cada palabra del PDP-8.
Los códigos de 6 bits podrían codificar más de 64 caracteres por el uso de caracteres especiales para cambio de conjunto, esencialmente incorporando dos conjuntos distintos de 62 caracteres y cambiando entre ellos. Por ejemplo, el popular terminal de comunicaciones IBM 2741 soportaba una variedad de conjuntos de carácter de hasta 88 caracteres imprimibles además de varios caracteres de control.
Una codificación UTF-6 fue propuesta para Unicode pero era un superconjunto de Punycode.

### Código BCD de 6 bits
El código BCD de 6 bits era la adaptación del código de tarjeta perforada a código binario. IBM aplicó los términos Decimal Codificado en Binario o BCD a las variaciones de BCD alphamerics utilizados en los ordenadores IBM más antiguos, incluyendo el IBM 1620, el IBM 1400 series, y los miembros de Arquitectura no Decimal del IBM 700/7000 series.

### Bases de datos COBOL de códigos de 6 bits
Una codificación de 6 bits era también utilizada en bases de datos de COBOL, donde el fin de la información del registro estaba almacenada por separado.
Un código de 6 bits, con un bit de paridad par añadido, fue utilizada en la Pista 1 de tarjetas de banda magnética, como era especificado en ISO/IEC 7811-2.

### Código DEC SIXBIT
El código DEC SIXBIT incluyendo unos cuantos caracteres de control —usando un carácter de cambio— fue especificada en ECMA-1 en 1963 (véase abajo). Otra variante menos común, fue obtenida al eliminar el bit alto de un carácter ASCII en el rango 32 a 95 (los códigos 32 a 63 quedan en sus posiciones, a los valores más altos se les resta 64). Tal variante era a veces utilizada en el DEC PDP-8 (1965).

### FIELDATA código de 6 bits
FIELDATA era un código de 7 bits (con paridad opcional) del cual solo 64 posiciones de codificación (ocupando seis bits) fueron formalmente definidos. Una variante fue utilizada por los UNIVAC 1100 series. Tratando el código como de 6 bits, estos sistemas utilizaron palabras de 36 bits (capaces de almacenar 6 caracteres reducidos FIELDATA).

### Código Braille de 6 bits
En braille los caracteres están representados utilizando seis posiciones de punto, formando un rectángulo. Cada posición puede contener un punto levantado o no, por eso Braille puede ser considerado para ser un código binario de 6 bits.

## Códigos de seis bits para la codificación de binario a texto
La transmisión de datos binarios sobre sistemas qué están diseñados para solo texto a veces puede introducir problemas. Por ejemplo, el correo electrónico históricamente soportaba solo códigos ASCII de 7 bits y despreciaban el octavo bit, esto corrompía el dato binario enviado directamente a través de cualquier servidor de correo. Otros sistemas pueden causar problemas por ser impropiamente interpretados caracteres de control durante su almacenamiento o transmisión.
Un número de esquemas existen para empaquetar datos de 8-bits en representaciones de solo texto que pueden pasar a través de cualquier sistema de correo de texto, para ser descodificados en el destino. Ejemplos de subconjuntos de caracteres de 6 bits utilizados para empaquetar datos binarios incluyen Uuencode y Base64. Estos conjuntos no contienen caracteres de control (solo números imprimibles, letras, algunos signos de puntuación y quizás el espacio) y dejan el dato listo para ser transmitido sobre cualquier medio qué sea también capaz de transmitir texto legible por humanos.

## Ejemplos de códigos BCD de 6 bits

### CDC 1604: código de cinta Magnética BCD
|    | .0      | .1 | .2 | .3 | .4 | .5 | .6 | .7 | .8 | .9 | .A                | .B | .C | .D | .E | .F             |
| -- | ------- | -- | -- | -- | -- | -- | -- | -- | -- | -- | ----------------- | -- | -- | -- | -- | -------------- |
| 0. |         | 1  | 2  | 3  | 4  | 5  | 6  | 7  | 8  | 9  | 0                 | #  | @  |    |    | marca de cinta |
| 1. | espacio | /  | S  | T  | U  | V  | W  | X  | Y  | Z  | marca de registro | ,  | %  |    |    |                |
| 2. | −       | J  | K  | L  | M  | N  | O  | P  | Q  | R  | −0                | $  | *  |    |    |                |
| 3. | &       | A  | B  | C  | D  | E  | F  | G  | H  | I  | +0                | .  | ¤  |    |    | marca de grupo |

### CDC 1604: códigos de tarjeta perforada
|    | .0      | .1 | .2 | .3 | .4 | .5 | .6 | .7 | .8 | .9 | .A | .B | .C | .D | .E | .F |
| -- | ------- | -- | -- | -- | -- | -- | -- | -- | -- | -- | -- | -- | -- | -- | -- | -- |
| 0. |         | 1  | 2  | 3  | 4  | 5  | 6  | 7  | 8  | 9  | 0  | =  | −  |    |    |    |
| 1. | espacio | /  | S  | T  | U  | V  | W  | X  | Y  | Z  |    | ,  | (  |    |    |    |
| 2. | ---     | J  | K  | L  | M  | N  | O  | P  | Q  | R  | −0 | $  | *  |    |    |    |
| 3. | +       | A  | B  | C  | D  | E  | F  | G  | H  | I  | +0 | .  | )  |    |    |    |

### CDC 1612 códigos de impresora (aplicaciones de negocios)
|    | .0      | .1 | .2 | .3 | .4 | .5 | .6 | .7 | .8 | .9 | .A | .B | .C | .D | .E | .F |
| -- | ------- | -- | -- | -- | -- | -- | -- | -- | -- | -- | -- | -- | -- | -- | -- | -- |
| 0. | :       | 1  | 2  | 3  | 4  | 5  | 6  | 7  | 8  | 9  | 0  | =  | ≠  | ≤  | !  | [  |
| 1. | espacio | /  | S  | T  | U  | V  | W  | X  | Y  | Z  | ]  | ,  | (  | →  | ≡  | ~  |
| 2. | −       | J  | K  | L  | M  | N  | O  | P  | Q  | R  | %  | $  | *  | ↑  | ↓  | >  |
| 3. | +       | A  | B  | C  | D  | E  | F  | G  | H  | I  | <  | .  | )  | ≥  | ?  | ;  |

## Ejemplos de Fieldata
La codificación Fieldata fue desarrollado para el proyecto del mismo nombre del Ejército de Estados Unidos para el establecimiento de comunicaciones a finales de 1950. También se aplica a los ordenadores de la serie UNIVAC y Unisys.

### Fieldata
|    | .0              | .1         | .2         | .3   | .4         | .5      | .6 | .7 | .8 | .9 | .A | .B | .C | .D | .E      | .F         |
| -- | --------------- | ---------- | ---------- | ---- | ---------- | ------- | -- | -- | -- | -- | -- | -- | -- | -- | ------- | ---------- |
| 0. | Espacio Maestro | Mayúsculas | Minúsculas | Tab. | Retroceso. | Espacio | A  | B  | C  | D  | E  | F  | G  | H  | I       | J          |
| 1. | K               | L          | M          | N    | O          | P       | Q  | R  | S  | T  | U  | V  | W  | X  | Y       | Z          |
| 2. | )               | −          | +          | <    | =          | >       | −  | $  | *  | (  | "  | :  | ?  | !  | ,       | Stop       |
| 3. | 0               | 1          | 2          | 3    | 4          | 5       | 6  | 7  | 8  | 9  | '  | ;  | /  | .  | Special | Back Space |

### UNIVAC 1100 Series[7]
|    | .0 | .1 | .2 | .3 | .4 | .5      | .6 | .7 | .8 | .9 | .A | .B | .C | .D | .E | .F |
| -- | -- | -- | -- | -- | -- | ------- | -- | -- | -- | -- | -- | -- | -- | -- | -- | -- |
| 0. | @  | [  | ]  | #  | Δ  | espacio | A  | B  | C  | D  | E  | F  | G  | H  | I  | J  |
| 1. | K  | L  | M  | N  | O  | P       | Q  | R  | S  | T  | U  | V  | W  | X  | Y  | Z  |
| 2. | )  | −  | +  | <  | =  | >       | &  | $  | *  | (  | "  | :  | ?  | !  | ,  | \  |
| 3. | 0  | 1  | 2  | 3  | 4  | 5       | 6  | 7  | 8  | 9  | '  | ;  | /  | .  | ¤  | ≠  |

## Ejemplos de variantes de ASCII de 6 bits

### DEC SIXBIT
|    | .0      | .1 | .2 | .3 | .4 | .5 | .6 | .7 | .8 | .9 | .A | .B | .C | .D | .E | .F |
| -- | ------- | -- | -- | -- | -- | -- | -- | -- | -- | -- | -- | -- | -- | -- | -- | -- |
| 0. | espacio | !  | "  | #  | $  | %  | &  | '  | (  | )  | *  | +  | ,  | -  | .  | /  |
| 1. | 0       | 1  | 2  | 3  | 4  | 5  | 6  | 7  | 8  | 9  | :  | ;  | <  | =  | >  | ?  |
| 2. | @       | A  | B  | C  | D  | E  | F  | G  | H  | I  | J  | K  | L  | M  | N  | O  |
| 3. | P       | Q  | R  | S  | T  | U  | V  | W  | X  | Y  | Z  | [  | \  | ]  | ^  | _  |

### ECMA-1
|    | .0      | .1 | .2 | .3 | .4 | .5 | .6 | .7 | .8 | .9 | .A | .B | .C | .D | .E  | .F  |
| -- | ------- | -- | -- | -- | -- | -- | -- | -- | -- | -- | -- | -- | -- | -- | --- | --- |
| 0. | espacio | HT | LF | VT | FF | CR | SO | SI | (  | )  | *  | +  | ,  | -  | .   | /   |
| 1. | 0       | 1  | 2  | 3  | 4  | 5  | 6  | 7  | 8  | 9  | :  | ;  | <  | =  | >   | ?   |
| 2. | NULL    | A  | B  | C  | D  | E  | F  | G  | H  | I  | J  | K  | L  | M  | N   | O   |
| 3. | P       | Q  | R  | S  | T  | U  | V  | W  | X  | Y  | Z  | [  | \  | ]  | ESC | DEL |

## Ejemplo de códificación de la URSS GOST 10859 de 6 bits
|    | .0 | .1 | .2 | .3 | .4 | .5 | .6 | .7 | .8 | .9 | .A | .B | .C | .D | .E | .F  |
| -- | -- | -- | -- | -- | -- | -- | -- | -- | -- | -- | -- | -- | -- | -- | -- | --- |
| 0. | 0  | 1  | 2  | 3  | 4  | 5  | 6  | 7  | 8  | 9  | +  | -  | /  | ,  | .  | SP  |
| 1. | ⏨  | ↑  | (  | )  | ×  | =  | ;  | [  | ]  | *  | ‘  | ’  | ≠  | <  | >  | :   |
| 2. | А  | Б  | В  | Г  | Д  | Е  | Ж  | З  | И  | Й  | К  | Л  | М  | Н  | О  | П   |
| 3. | Р  | С  | Т  | У  | Ф  | Х  | Ц  | Ч  | Ш  | Щ  | Ы  | Ь  | Э  | Ю  | Я  | DEL |

## Ejemplos de código Braille de 6 bits
Véase Braille español y Braille.